# P-05D
docomo with series Disney Mobile on docomo P-05D（ドコモ ウィズシリーズ ディズニー・モバイル オン ドコモ ピー ゼロゴディー）は、パナソニック モバイルコミュニケーションズによって開発された、NTTドコモの第三世代携帯電話（FOMA）端末である。docomo with seriesのうちのDisney Mobile on docomoシリーズのひとつ。ベースとなっている端末はパナソニックのスマートフォンブランドであるELUGAシリーズに含まれておらず、本機種もELUGAシリーズには含まれない。

## 概要
F-08Dと同時に発表されたDisney Mobile on docomoの第2弾端末で、P-04D（ELUGA dL1ベース）をベースとした端末である。ただし、ドコモからは本機が先に発表・発売された（後に発売されたN-03E（←N-04E）も同様）。
スペック面はP-04Dと同等だが、デザインが大きく違っている。ミッキーの顔を模したシルエットが外観やUIなどに施されているほか、パッケージには各色2種類ずつミッキーやミニーをあしらった特製のカバーが同梱される。
なお、バッテリーの取り外しは不可で、交換は有償預かり修理扱いで3,150円としている（2013年2月現在ドコモのスマートフォンの内蔵バッテリーの交換代金としては最も廉価）。また、外部メモリを使用する際は同梱されるmicroSDHC用のリーダーライターを利用する必要がある。Xiも対応していない。これらの点もやはり全てP-04Dと共通。

## Android 4.0での変更点
2013年4月16日にAndroid 4.0へのアップデートが開始された。
アップデートに伴う変更点・機能の追加は以下のとおり。
- アプリを無効化する機能の追加
- ワンタッチメモ機能の追加
- ステータスバーの機能強化
- 略語一般、時事用語、ビジネス用語など44個のダウンロード辞書の追加。
- クイック手書きから英字キーボードをワンタッチで起動できるようになる。
- 災害・避難情報受信への対応。
- 「iコンシェル」・「Movie Studio」「Playブックス」アプリの追加。

また、以下の不具合の修正も行われる。
- 電源起動時、まれに機内モードが意図せず設定される場合がある。
- ホームに配置したマチキャラが表示されなくなる場合がある。

## 主な機能
| 主な対応サービス                                 | 主な対応サービス                               | 主な対応サービス                       | 主な対応サービス                              |
| ------------------------------------------------ | ---------------------------------------------- | -------------------------------------- | --------------------------------------------- |
| タッチパネル／加速度センサー                     | Xi／FOMAハイスピード（受信14Mbps/送信5.7Mbps） | Bluetooth                              | DCMX／おサイフケータイ／赤外線／トルカ        |
| ワンセグ                                         | メロディコール                                 | テザリング                             | WiFi IEEE802.11b/g/n                          |
| GPS                                              | spモード／電話帳バックアップ                   | デコメール／デコメ絵文字／デコメアニメ | iチャネル                                     |
| エリアメール／ソフトウェアーアップデート自動更新 | デジタルオーディオプレーヤー(WMA)(MP3他)       | GSM／3Gローミング（WORLD WING）        | フルブラウザ／Flash Player 10.3               |
| Androidマーケット／dメニュー／dマーケット        | Gmail／Google Talk／YouTube／Picasa            | バーコードリーダ／名刺リーダ           | ドコモ地図ナビ／Google Maps／ストリートビュー |

## 歴史
- 2012年2月1日 - NTTドコモ及びウォルト・ディズニー・ジャパンより発表。
- 2012年3月16日 - 予約開始。
- 2012年3月22日 - 発売開始。
- 2012年3月26日 - Android 4.0 へのアップデートを検討中であることが公表された。この時点では2012年8月以降アップデート予定だった[2]。
- 2012年12月20日 - Android 4.0 へのアップデートを2013年1月以降へと延期[3]。
- 2013年2月27日 - Android 4.0 へのアップデートを2013年4月以降へと延期[4]。
- 2013年4月16日 - Android 4.0へのアップデートを開始。当初の予定より約8ヶ月遅れでのアップデートとなった[5]。

## アップデート・不具合など
2012年5月9日のアップデート
- ブックマークをバックアップした際、正しくバックアップされない場合がある不具合を修正。

※以下のアップデートは、ビルド番号が07.5215の場合、ソフトウェア更新を実施することができないため、事前に2012年5月9日付のソフトウェア更新を実施することが必要である。
2012年5月24日のアップデート
- 省電力モードの状態でフリーズする場合がある不具合を修正。

2012年7月12日のアップデート
- 通話中に保留をすると異音が聞こえる場合がある不具合を修正。
- microSDXCカードが挿入されたmicroSDカードリーダなどを接続すると、microSDXCカード内のデータが破損される場合がある不具合を修正。

2013年3月21日のアップデート
- イマドコサーチを実行した際に、まれにGPS測位情報が誤って通知される場合がある不具合を修正。

2013年4月16日のアップデート（OSバージョンアップ）
- AndroidTM 4.0に対応
  - 端末に表示中の画面を撮影できる「スクリーンキャプチャ」を追加。
  - アプリを無効化する機能を追加。
- 機能の向上
  - ステータスバーからマナーモードやBluetoothなどの設定が簡単に変更することが可能になる。
  - 略語一般、時事用語、ビジネス用語などの44個のダウンロード辞書を追加。
  - クイック手書きから英字キーボードをワンタッチ起動が可能になる。
  - エリアメール（緊急地震速報、津波警報）に加え、エリアメール（災害・避難情報）が受信可能になる。
- 操作性の向上
  - サクサク感が向上し、より快適に操作できるようになります。
  - ホームボタンをロングタッチすることで、最近使ったアプリを表示できるようになり、左右にフリックすることで簡単に削除することが可能になる。
- アプリケーションの追加
  - 「iコンシェル」、「Movie Studio」、「Playブックス」アプリを追加。
- 不具合修正
  - 電源起動時、まれに機内モードが意図せず設定される場合がある不具合を修正する。
  - ホームに配置したマチキャラが表示されなくなる場合がある不具合を修正する。
- ビルド番号が07.5249から09.0281になる。

※以下のアップデートは、2013年4月16日より提供しているOSバージョンアップを実施された携帯電話がソフトウェア更新の対象となるため、事前にOSバージョンアップの実施が必要となる。
2013年6月27日のアップデート
- LINEアプリにて通知サウンドの設定が正しく反映されず、デフォルトの着信音が鳴動してしまう場合がある不具合を修正する。
- 電源起動時、まれにホームアプリの設定が正しく反映されない場合がある不具合を修正する。
- ビルド番号が07.5215、07.5222、07.5224、07.5232、07.5248、07.5249、09.0281から09.0292になる。

2014年2月27日のアップデート
- Musicストアからダウンロードしたコンテンツをメディアプレイヤーで表示すると、タイトルが文字化けする場合がある不具合を修正する。
- ビルド番号が07.5215、07.5222、07.5224、07.5232、07.5248、07.5249、09.0281から09.0292になる。